# Laxenburg
Laxenburg ist eine österreichische Marktgemeinde mit 3091 Einwohnern (Stand 1. Jänner 2025) im Bezirk Mödling in Niederösterreich.
Bekannt ist der Ort vor allem für Schloss, Schlosspark und Franzensburg.

## Geografie
Laxenburg liegt etwa 20 km südlich von Wien an der Schwechat.

### Gemeindegliederung
Die Gemeinde umfasst nur einen Ort, und eine Katastralgemeinde und Ortschaft.

### Nachbargemeinden
|              | Biedermannsdorf                             | Achau       |
| Guntramsdorf | Kompassrose, die auf Nachbargemeinden zeigt |             |
|              |                                             | Münchendorf |

Laxenburg grenzt nicht an Wiener Neudorf: Im Industriezentrum Niederösterreich Süd liegt ein ca. 150 m langes Grenzstück, an dem Biedermannsdorf an Guntramsdorf grenzt und damit Laxenburg von Wiener Neudorf getrennt ist.

## Geschichte

### Mittelalter

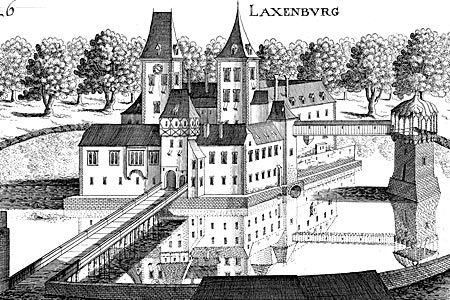
Altes Schloss mit Wassergräben, aus einem alten Stich

Erste Siedlungen im heutigen Gebiet der Marktgemeinde Laxenburg lassen sich bis in die Jungsteinzeit nachweisen und waren zumindest bis in die Latènezeit besiedelt. Nach dem Fall des römischen Reiches siedelten Awaren in der Region. Diese Besiedlungen sind jedoch nur archäologisch feststellbar, zeitgenössische, verschriftlichte Quellen liegen nicht vor. Die erste, jedoch als unsicher eingestufte, Erwähnung Laxenburgs datiert von 1133, gleichwohl erst ab 1217 gut verbürgte schriftliche Quellen vorliegen, die den Ort in mehreren Namensvarianten beschreiben. Die Herkunft des Ortsnamens ist nicht abschließend geklärt, gleichwohl verschiedene Theorien hierzu bestehen.
Erste Nennungen aus dem frühen 13. Jahrhundert beziehen sich auf ein Ministerialengeschlecht von Lachsendorf. Die Parkanlage mit sehr kleinen Prunkbauten wurde 1333 habsburgisch. Große Bedeutung gewann der Ort, als Herzog Albrecht III. von Österreich im 14. Jahrhundert das vorhandene kleine Schloss zu einem stattlichen Jagdschloss ausbauen ließ. Der Bau ist als Altes Schloss (im Park, nach dem Haupteingang rechter Hand gelegen) bekannt. Diese Gründung nannte Herzog Albrecht Lachsenburg, und diese Bezeichnung setzte sich schließlich für den gesamten Ort durch. 1388 verlieh Herzog Albrecht Laxenburg das Marktrecht. Im 17. Jahrhundert wurde die Parkanlage von Lodovico Burnacini erweitert.

### Neuzeit
Der imperiale, barocke Blaue Hof (oder Neues Schloss) wurde um 1710 von Johann Lucas von Hildebrandt im Auftrag von Reichsvizekanzler Friedrich Karl von Schönborn-Buchheim am Eingang zur Parkanlage erbaut. Später erwarb Maria Theresia den Blauen Hof und ließ ihn ab 1756 durch den Hofbauarchitekten Nicoló Pacassi weitläufig ausbauen. Es wurde zum kaiserlichen Sommerschloss und war die Lieblingsresidenz von Kaiserin Maria Theresia. Später oft benutzt durch Joseph II., Franz II., und Karl I. und wurde immer wieder auch von anderen Mitgliedern der Habsburger Familie als Sommerresidenz benutzt.

Karte von Laxenburg und Umgebung (Carte des environs de Schönbrun et ceux de Laxemburg, 1755, Norden ist links)

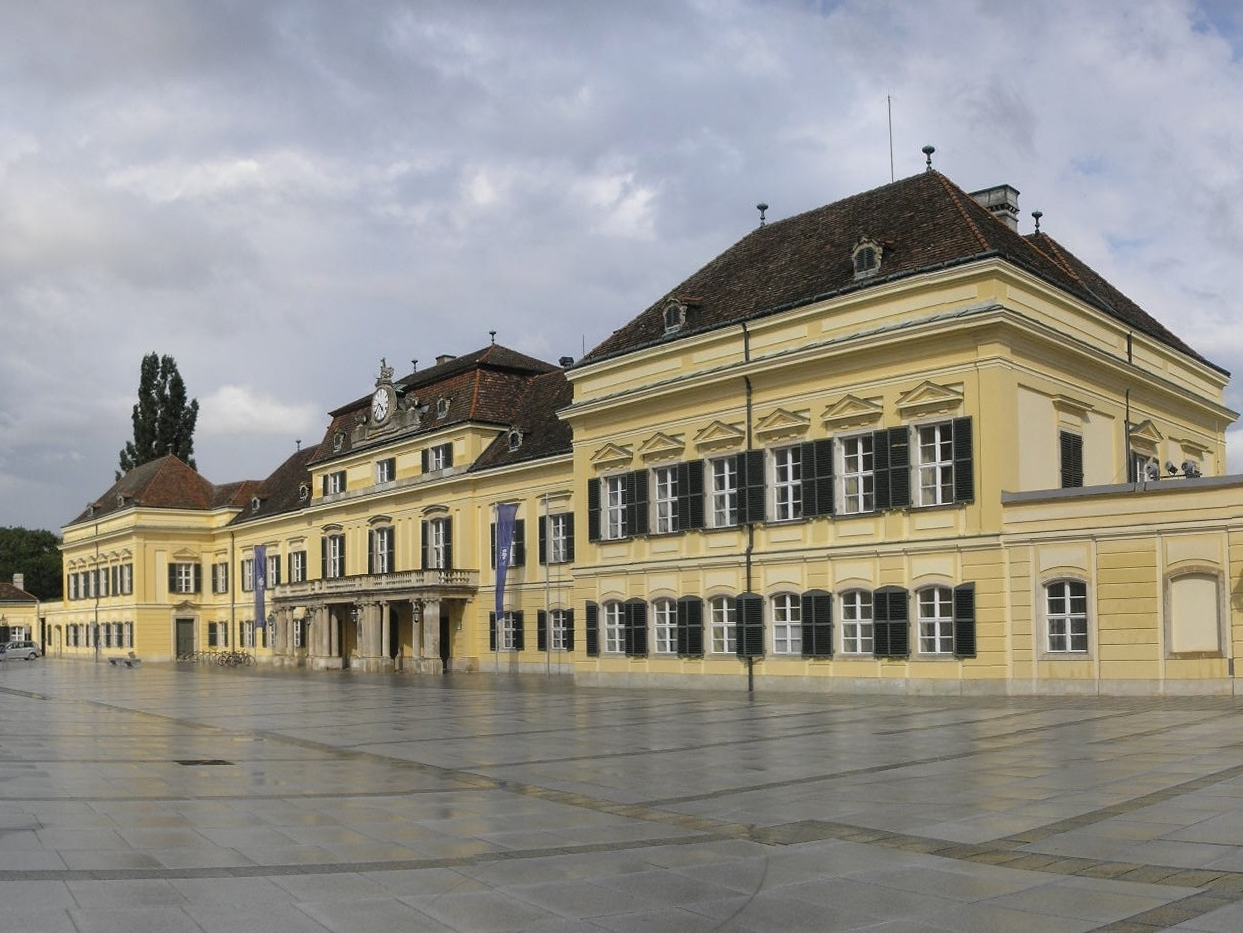
Blauer Hof am Schloßplatz in Laxenburg

Die Kirche, direkt gegenüber dem Blauen Hof gelegen, enthält als erster Bau nördlich der Alpen geschwungene Fassadenelemente (Kennzeichen des Hochbarock). Am 11. Juni 1693 nahm Kaiser Leopold I. selbst die Grundsteinlegung vor. Architekt von 1693 bis 1703 war Carlo Antonio Carlone, die Bauleitung erfolgte durch Christian Alexander Oedtl. Die neue Kirche wurde am 31. Mai 1699 geweiht, der Pfarrer schrieb an den Kaiser, fügte hinzu, dass die Kirche noch keinen Turm hat. Bereits 1712 konnte das Kreuz auf die Turmspitze gesetzt werden. Diese Bauphase leitete bis 1724 Matthias Steinl. Steinmetzarbeiten aus hartem Kaiserstein führte Meister Johann Wieser aus Kaisersteinbruch durch. Über die Bauarbeiten selbst existieren kaum Unterlagen.
Nach 1780 wurde der Laxenburger Schlosspark, anders als der im französischen Stil beibehaltene Schönbrunner Schlosspark, zunehmend in einen englischen Landschaftsgarten umgestaltet. Insbesondere Kaiser Franz II./I. förderte ab 1795 diese Umgestaltung und ließ in den folgenden Jahren den sogenannten Rittergau anlegen. Dieser Teil des Schlossparks wurde im englischen Stil gehalten und mit mittelalterlich anmutenden Staffagebauten ausgestattet. Seitdem enthält er schmale, romantische Wanderwege, mehrere künstlich angelegte Teiche und auf einer Insel befindet sich die nach Kaiser Franz I. benannte Franzensburg. Neben den Bautätigkeiten der Habsburger wurden im 17. und 18. Jahrhundert auch vermehrt Sommerresidenzen für Adelsfamilien in Laxenburg angelegt. Zusätzlich wurden auch Bauprojekte der lokale Bürgerschaft realisiert, so wurde 1702 der spätere Gasthof „Zum Goldenen Kreuz“ fertiggestellt. Darüber hinaus wurden besonders die Palais der Familien Sinzendorf, Schwarzenberg, Kaunitz und Dietrichstein in der zeitgenössischen Literatur genannt.
1849 entstand die heutige politische Gemeinde.
Kaiser Franz Joseph und Kaiserin Elisabeth verbrachten 1854 ihre Flitterwochen in Laxenburg. Auch zwei ihrer insgesamt vier Kinder – Gisela (1856–1932) und Kronprinz Rudolf (1858–1889) – wurden auf Schloss Laxenburg geboren.
1919 übernahm der Kriegsgeschädigtenfonds die Schlossanlage.
Nach dem Anschluss Österreichs 1938 wurde der Ort in Groß-Wien (Teil des 24. Bezirk) eingemeindet; erst Jahre nach der Befreiung Österreichs durch die Alliierten im Jahr 1945, nämlich 1954, wurde Laxenburg wieder eigenständig und fiel an Niederösterreich zurück.
Vom Ende des Zweiten Weltkrieges 1945 bis zum Österreichischen Staatsvertrag im Jahr 1955 errichteten sowjetische Besatzungstruppen im Blauen Hof einen ihrer wichtigsten Stützpunkte südlich von Wien. Während dieser Zeit wurden Prunkbauten und Park schwer in Mitleidenschaft gezogen.

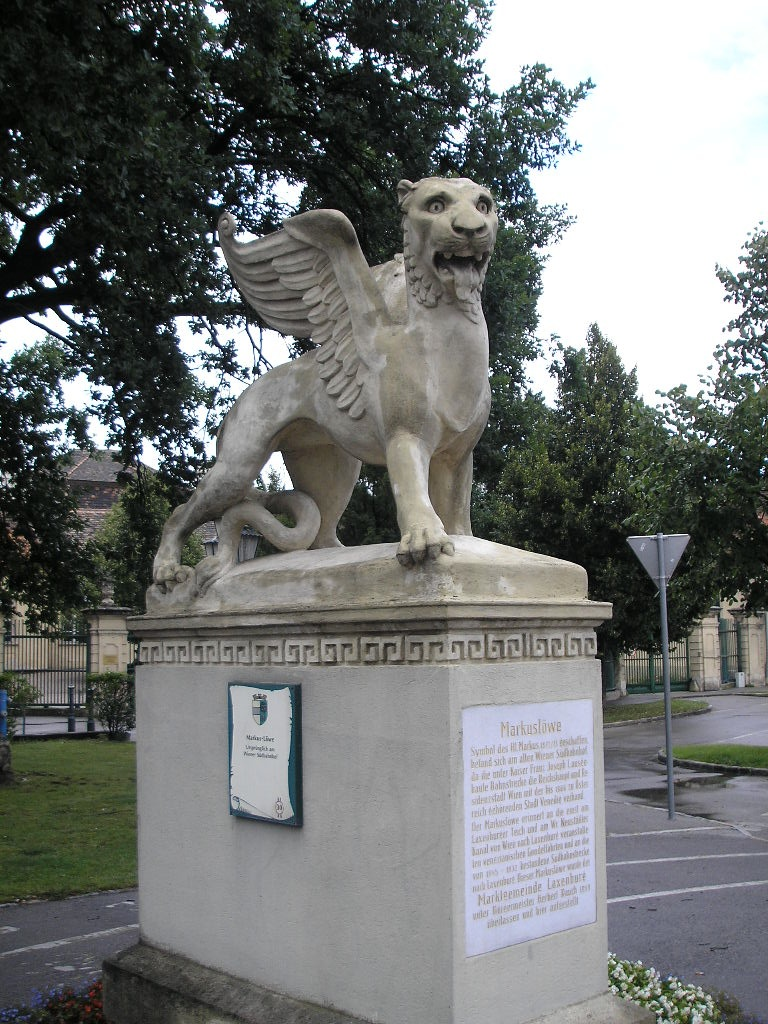
Markuslöwe vom alten Wiener Südbahnhof, heute im Zentrum von Laxenburg aufgestellt

Zu Ende der 1950er Jahre auftauchende Pläne, den schwer devastierten Schlosspark für eine Weltausstellung im Jahr 1967 zu nützen, zerschlugen sich zwar, dennoch wurde die Anlage durch die Länder Niederösterreich und Wien revitalisiert. Für die Verwaltung und Vermarktung von Park und Schloss wurde die Schloss Laxenburg Betriebsgesellschaft gegründet, an der die Bundesländer Niederösterreich und Wien zu je 50 % beteiligt sind.
Das Schloss beheimatet heute die IIASA mit ihren über 200 Mitarbeitern.
In den letzten Jahrzehnten hat sich Laxenburg zu einem sehr begehrten Wohnort und gleichzeitig zu einem der beliebtesten Ausflugsziele in Niederösterreich entwickelt.
Am Weltkongress der Interpol in Rio de Janeiro im September 2006 wurde beschlossen, die Internationale Anti-Korruptionsakademie in Österreich anzusiedeln, als genauen Standort wählte man letztlich Laxenburg. Das ehemalige Palais Kaunitz-Wittgenstein, in dem die Kreuzschwestern bis 1988 eine Hauswirtschaftsschule führten und das danach fast 20 Jahre lang als Seminar- und Gemeinschaftszentrum („Ort der Mitte“) mit überregionaler Bedeutung diente, wurde 2007 von den Kreuzschwestern dafür zur Verfügung gestellt. Die Akademie wurde in einem Festakt in der Wiener Hofburg am 2. und 3. September 2010 unter Anwesenheit des Generalsekretärs der Vereinten Nationen Ban Ki-moon feierlich eröffnet.

Laxenburg im 18. und 19. Jahrhundert
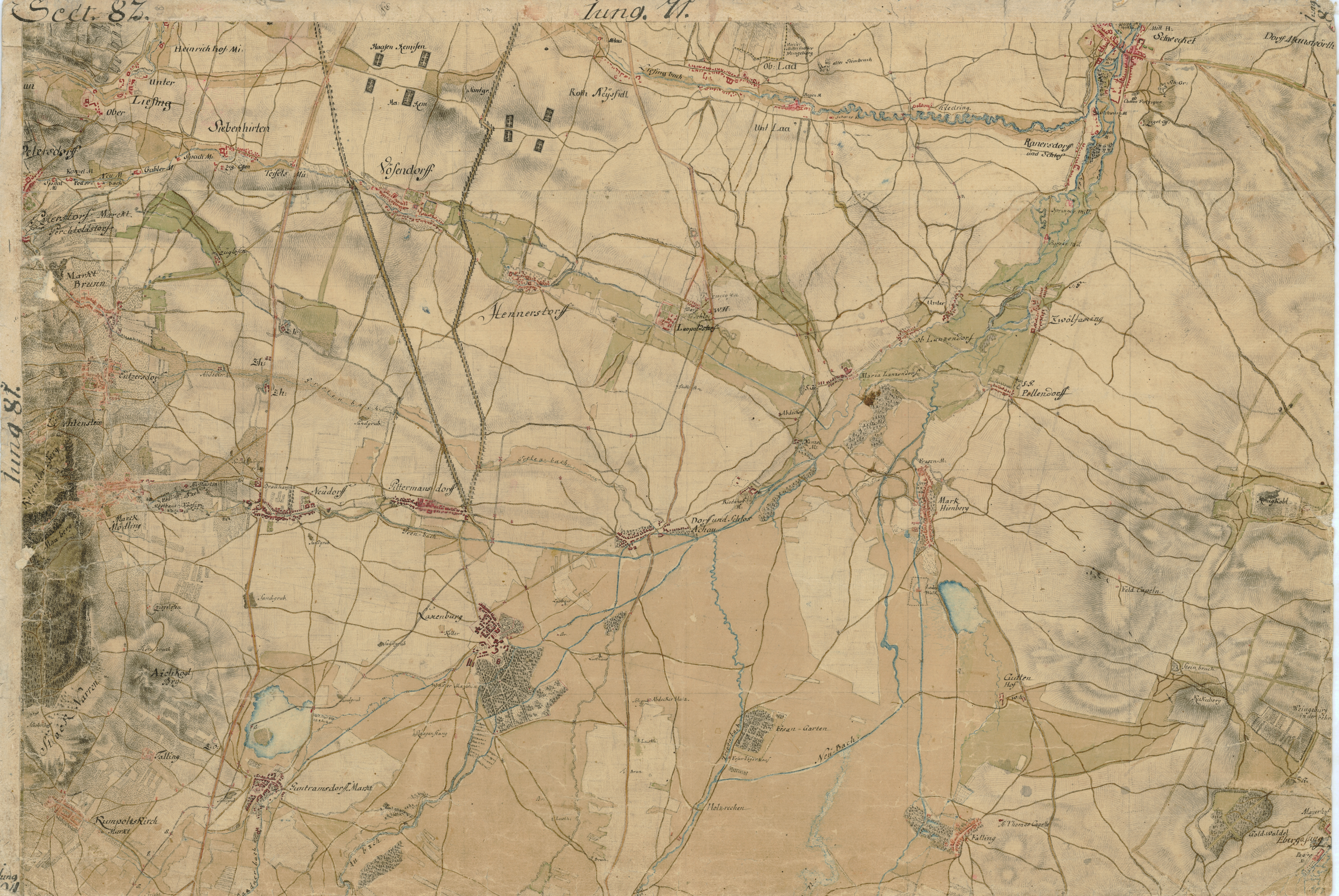
Laxenburg und seine Umgebung vor dem Bau des Schlosses, um 1790 (Josephinische Landesaufnahme)
Ort und nördlicher Teil des Schlossparks um 1873 (Franzisco-Josephinische Landesaufnahme, Aufnahmeblatt)
Südlicher Teil des Schlossparks um 1873 (Franzisco-Josephinische Landesaufnahme, Aufnahmeblatt)
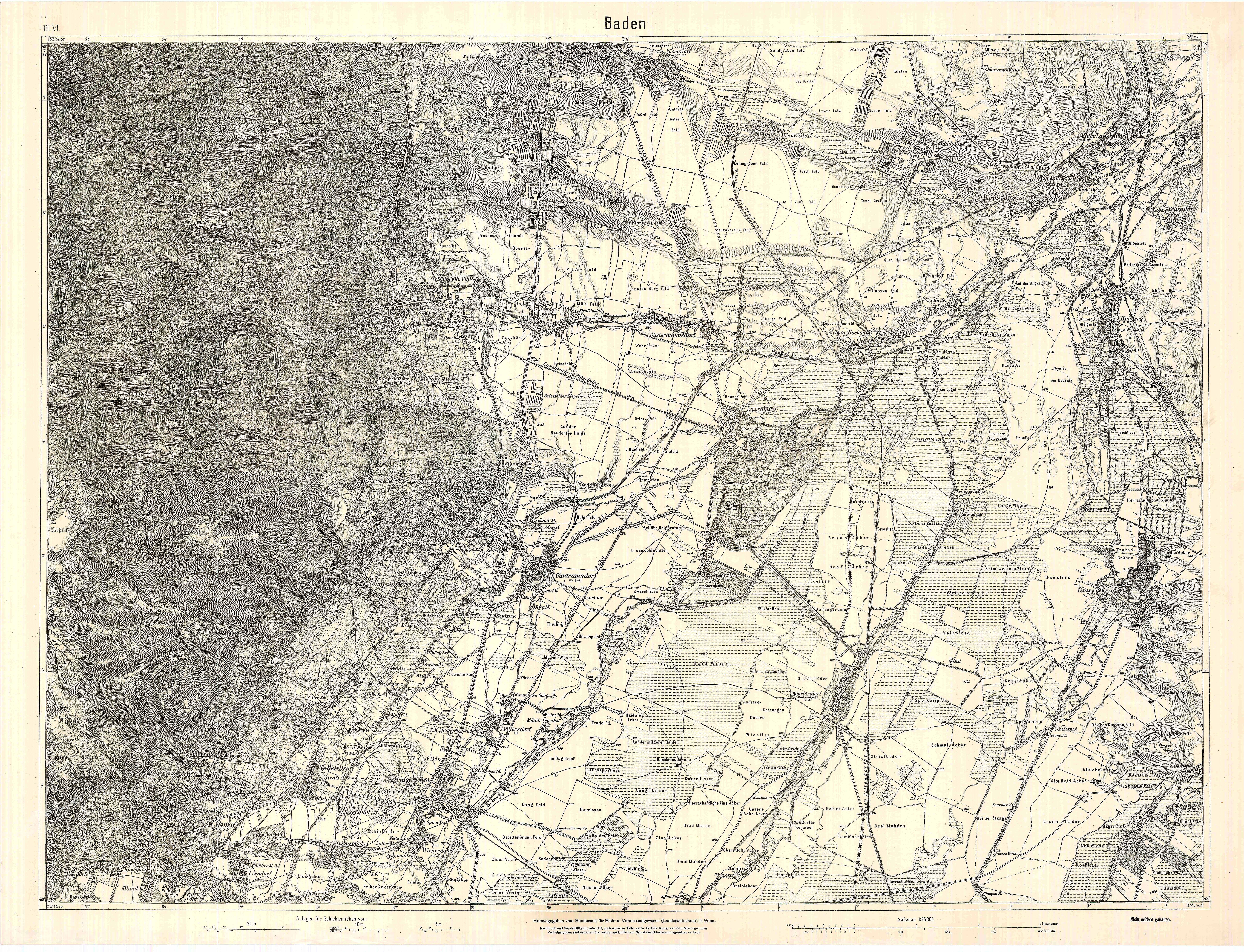
Laxenburg (Mitte) um 1900

### Bevölkerungsentwicklung
| Laxenburg: Einwohnerzahlen von 1869 bis 2025        | Laxenburg: Einwohnerzahlen von 1869 bis 2025 | Laxenburg: Einwohnerzahlen von 1869 bis 2025 | Laxenburg: Einwohnerzahlen von 1869 bis 2025 | Laxenburg: Einwohnerzahlen von 1869 bis 2025 |
| --------------------------------------------------- | -------------------------------------------- | -------------------------------------------- | -------------------------------------------- | -------------------------------------------- |
| Jahr                                                |                                              |                                              |                                              | Einwohner                                    |
| 1869                                                | 1869                                         |                                              | 1.065                                        | 1.065                                        |
| 1880                                                | 1880                                         |                                              | 1.130                                        | 1.130                                        |
| 1890                                                | 1890                                         |                                              | 1.126                                        | 1.126                                        |
| 1900                                                | 1900                                         |                                              | 1.264                                        | 1.264                                        |
| 1910                                                | 1910                                         |                                              | 1.047                                        | 1.047                                        |
| 1923                                                | 1923                                         |                                              | 1.228                                        | 1.228                                        |
| 1934                                                | 1934                                         |                                              | 1.399                                        | 1.399                                        |
| 1939                                                | 1939                                         |                                              | 1.313                                        | 1.313                                        |
| 1951                                                | 1951                                         |                                              | 1.168                                        | 1.168                                        |
| 1961                                                | 1961                                         |                                              | 1.132                                        | 1.132                                        |
| 1971                                                | 1971                                         |                                              | 1.353                                        | 1.353                                        |
| 1981                                                | 1981                                         |                                              | 1.861                                        | 1.861                                        |
| 1991                                                | 1991                                         |                                              | 2.605                                        | 2.605                                        |
| 2001                                                | 2001                                         |                                              | 2.736                                        | 2.736                                        |
| 2011                                                | 2011                                         |                                              | 2.778                                        | 2.778                                        |
| 2021                                                | 2021                                         |                                              | 2.944                                        | 2.944                                        |
| 2025                                                | 2025                                         |                                              | 3.091                                        | 3.091                                        |
| Quelle(n): Statistik Austria, Gebietsstand 1.1.2021 |                                              |                                              |                                              |                                              |

## Politik

### Gemeindevertretung
- Bürgermeister der Marktgemeinde ist David Berl, ÖVP. Amtsleiterin ist Daniela Fürst.
- Im Gemeinderat lautet seit der Gemeinderatswahl 2025 die Verteilung der 21 Mandate: Laxenburger Volkspartei 17, Liste SPÖ 2, Liste Die Grünen 1 und FPÖ 1.[7]

### Städtepartnerschaften
- Gödöllő in Ungarn

## Wirtschaft und Infrastruktur

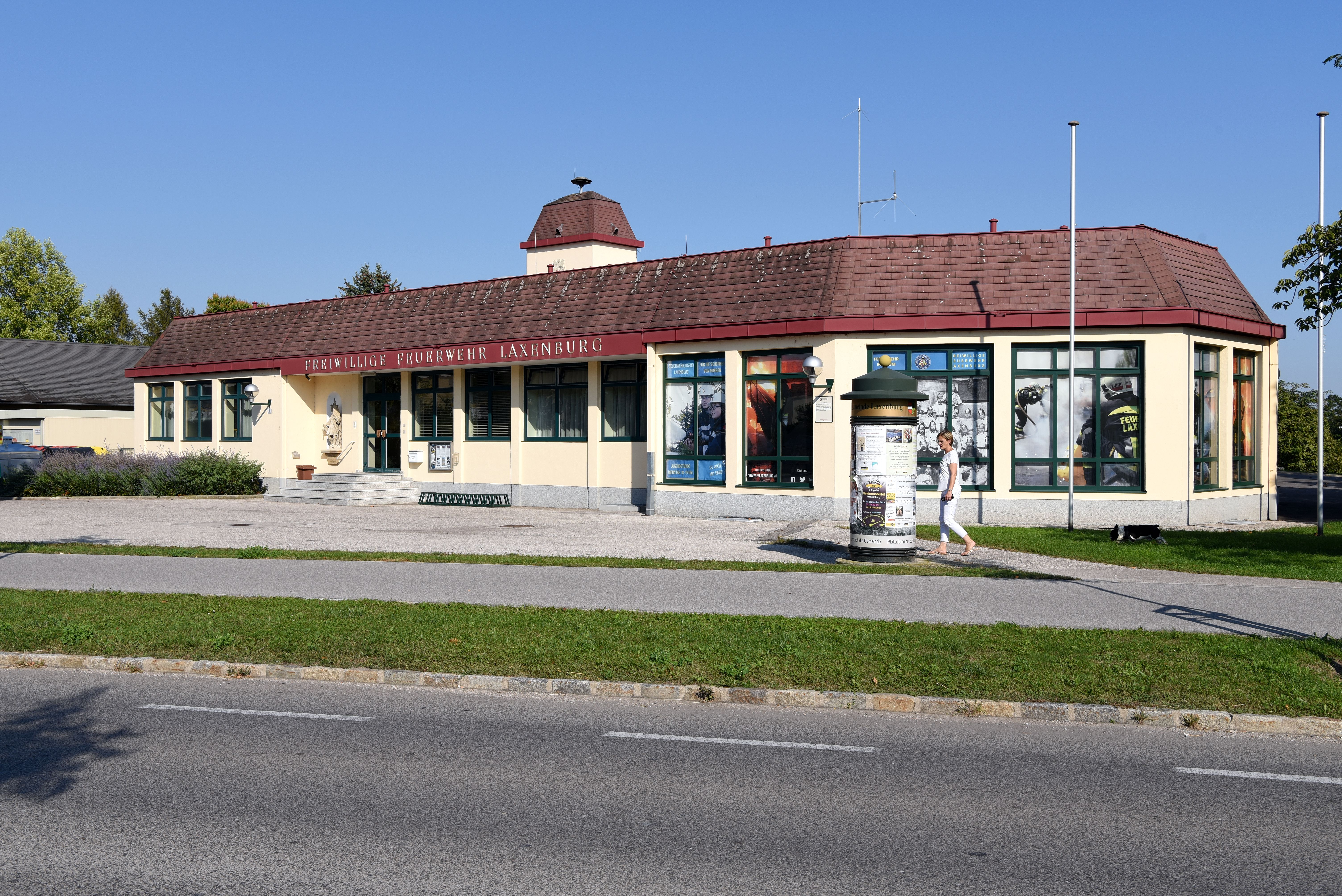
Feuerwehrhaus

Laxenburg ist Sitz zahlreicher Institutionen, darunter das Internationale Institut für Angewandte Systemanalyse (IIASA) im Neuen Schloss („Blauer Hof“), die Internationale Anti-Korruptionsakademie (IACA) im Palais Kaunitz-Wittgenstein und das Österreichische Filmarchiv am Gelände des ehemaligen Forsthauses. Darüber hinaus haben die International Federation for Information Processing (IFIP) und die International Federation of Automatic Control (IFAC) ihr jeweiliges Sekretariat in Laxenburg.
Weiters befindet sich im Ort ein Kloster samt Altenheim der Kreuzschwestern.
Laxenburg hat gemeinsam mit den Nachbargemeinden Wiener Neudorf, Biedermannsdorf und Guntramsdorf auch Anteil am größten Gewerbegelände Österreichs, dem IZ NÖ Süd.
Bahnanschluss bietet der Bahnhof Laxenburg-Biedermannsdorf an der Inneren Aspangbahn, gelegen zwischen den Ortszentren beider namensgebenden Gemeinden.
Die Freiwillige Feuerwehr Laxenburg feierte im August 2020 ihr 150-jähriges Bestehen.

### Bildung
In Laxenburg befinden sich im 2023 eröffneten Bildungscampus
- der neu errichtete Kindergarten[11] mit Kinderkrippe
- eine thermisch sanierte und teilweise neu errichtete Volksschule[12] mit EDV Klassenraum, Ballsporthalle, Multifunktionssaal und Außenanlagen
- ein Hort
- eine Musikschule
- Räumlichkeiten für Sportvereine und
- die Bibliothek am Campus mit Kommunikationsflächen und Leseecken.

## Kultur und Sehenswürdigkeiten

### Bauten

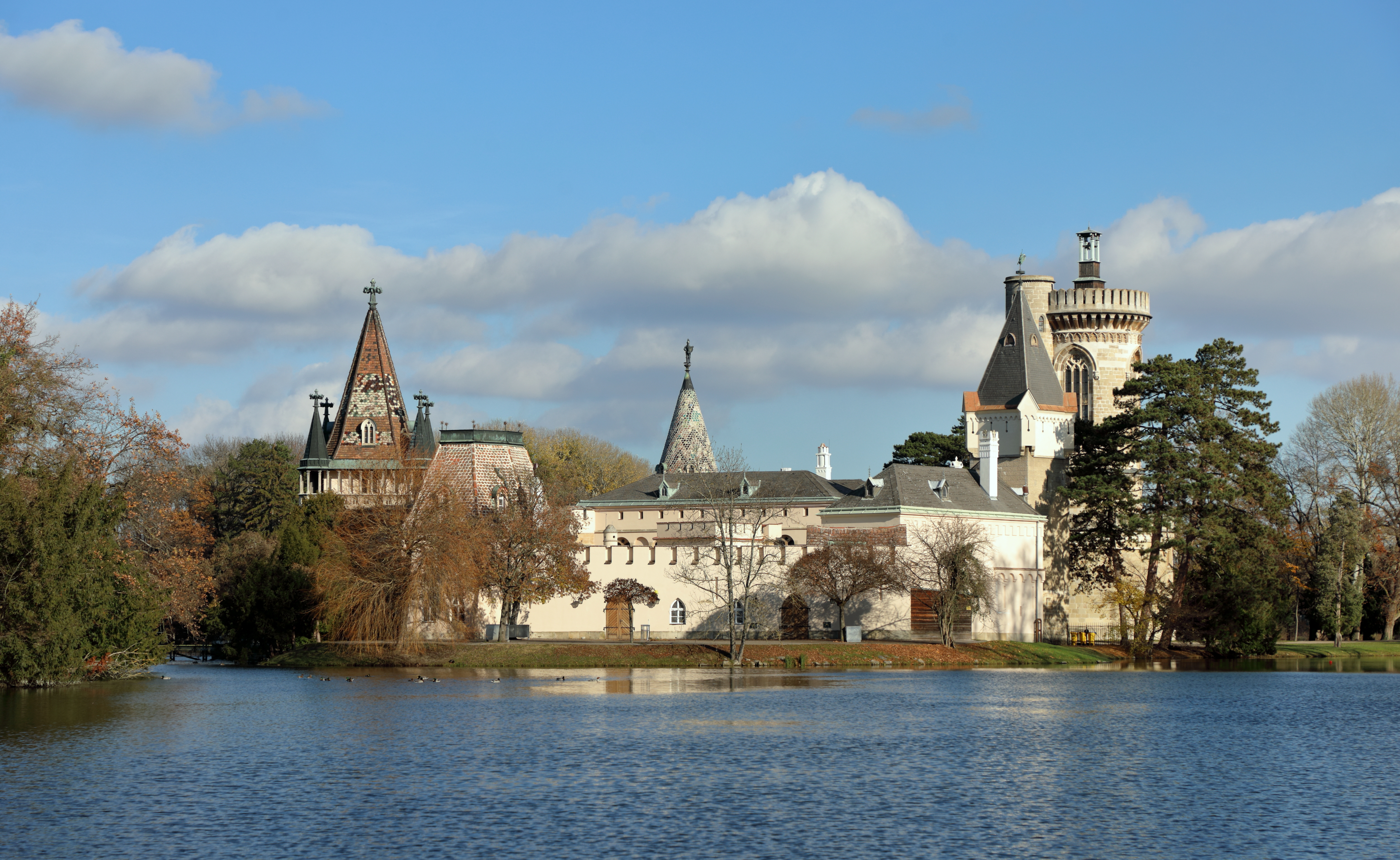
Franzensburg auf einer Insel im Schlosspark

Der Ort ist heute vor allem durch sein Schloss Laxenburg (Blauer Hof), das neben Schönbrunn der wichtigste Sommersitz der Habsburger war, und den daran angrenzenden weitläufigen Schlosspark mit der zu besichtigenden Franzensburg bekannt.

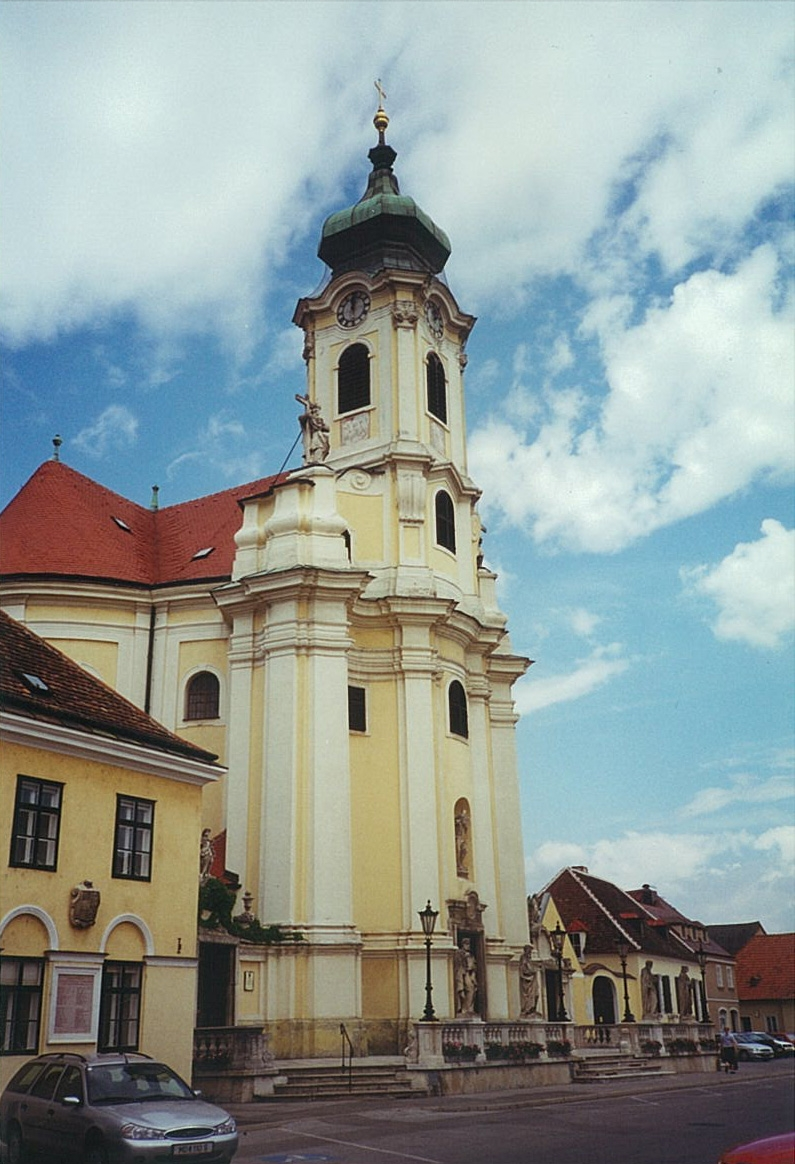
Laxenburger Kirche
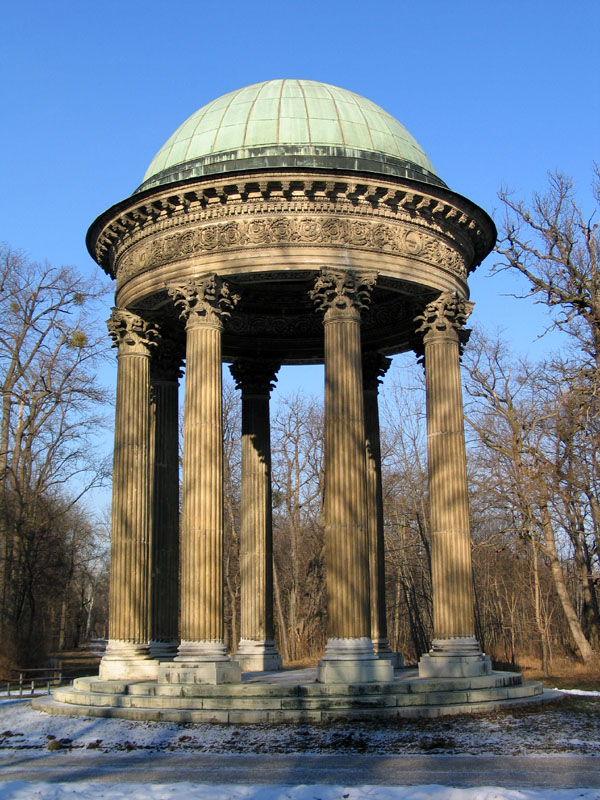
Concordiatempel im Schlosspark
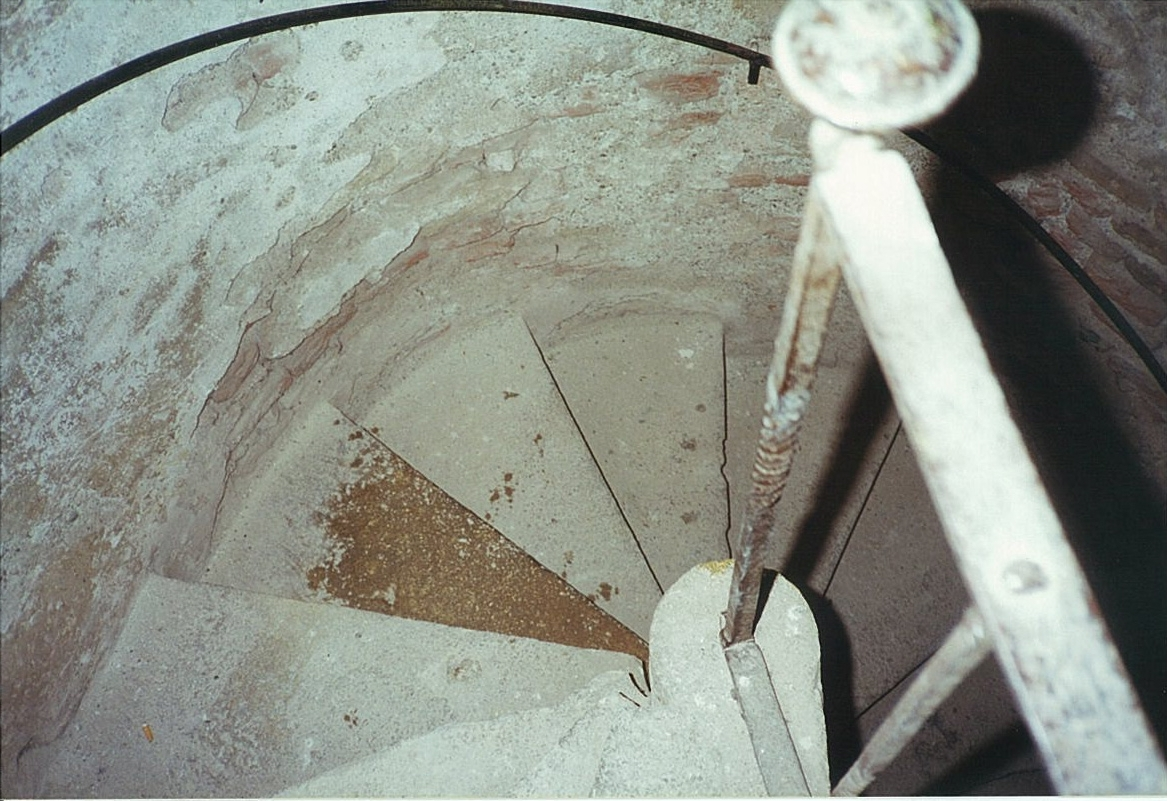
Turmstiege der Pfarrkirche

### Vereine
Der Ort hat ein reichhaltiges Angebot an Vereinen und Organisationen.
- Pfadfindergruppe Laxenburg
- Fußballklub FC Laxenburg
- Hilfswerk Laxenburg
- Katholische Jungschar
- Kultur- & Museumsverein
- Kulturverein Alt-Laxenburg
- Opel Team-Extreme
- Union Reitclub Laxenburg

## Söhne und Töchter der Gemeinde

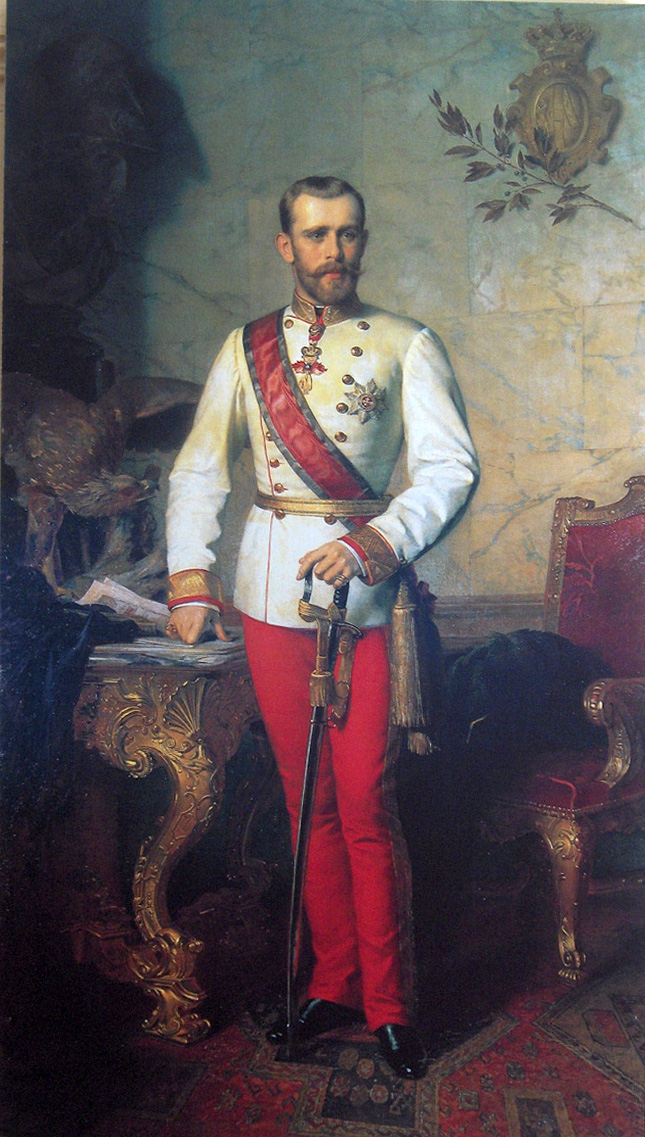
Kronprinz Rudolf ist in Laxenburg zur Welt gekommen

- Johann Natterer (1787–1843), Naturforscher
- Josef Dreyhorst (1845–1931), Kaufmann und Politiker
- Gisela Louise Marie von Österreich (1856–1932), Erzherzogin von Österreich-Ungarn, Tochter von Kaiser Franz Joseph I. und Kaiserin Elisabeth
- Kronprinz Rudolf (1858–1889), Sohn von Kaiser Franz Joseph I. und Kaiserin Elisabeth
- Elisabeth Marie von Österreich (1883–1963), "die rote Erzherzogin", einziges Kind von Kronprinz Rudolf und Stephanie von Belgien
- Johann Eichinger (1907–unbekannt), NSDAP-Kreisleiter des Kreises Mistelbach
- Eduard Hartmann (1904–1966), Politiker der ÖVP, 1965–1966 Landeshauptmann von Niederösterreich
- Lucian O. Meysels (1925–2012), Autor und Journalist
- Franz Berl (1926–1990), Landwirt, Politiker, Abgeordneter zum Nationalrat und Mitglied des Bundesrates
- Norbert Werner (um 1968–1991), Journalist und Kriegsopfer
- Elisabeth Mosser, Bürgermeisterin ab 1985, in Niederösterreich erste Frau in dieser Funktion